# Eissturmvogel
Der Eissturmvogel (Fulmarus glacialis) oder Nordatlantische Eissturmvogel gehört zur Familie der Sturmvögel. Als einziger Möwensturmvogel nördlich des Äquators verbringt er die meiste Zeit über dem offenen Meer. Er ernährt sich von Krill, Fischen, Schnecken, Krebsen, Kopffüßern, Mollusken und Quallen. Zudem frisst er Aas und Fischabfälle. Während der Brutzeit verteidigt sich der Eissturmvogel gegen Prädatoren und Nesträuber, indem er diese mit seinem Magenöl bespeit.
Der Eissturmvogel war der Seevogel des Jahres 2022 in Deutschland.

## Beschreibung
Der etwa krähengroße Eissturmvogel erreicht eine Länge von 45–53 cm sowie ein Gewicht von 650–1000 g. Die Flügelspannweite beträgt 101 bis 117 cm.
Beim adulten (ausgewachsenen) Eissturmvogel sind Kopf, Hals und Unterseite dunkelgrau oder weiß. Das Gefieder auf der Oberseite der Flügel ist graublau. Bürzel und Schwanz sind meist heller grau, letztgenannter ist zudem gerundet. Die Geschlechter sind gleich gefärbt, Männchen sind meist etwas größer als Weibchen. Die Beine sind kurz und gelblichgrün. Im Gegensatz zu vielen Möwen zeigt der Vogel im Flug keine schwarzen Flügelspitzen.
Unter Berücksichtigung des Gefiederdimorphismus werden zwei Gruppen unterschieden: Zum einen die Populationen der grauen oder dunklen Morphe, die in der Hocharktis und der niederarktischen Bäreninsel einen Anteil von knapp 85 bis 90 Prozent aufweisen. Zum anderen die Populationen der weißen Morphe, die im borealen Nordatlantik leben. Außerdem finden sich im niederarktischen Westgrönland (einschließlich der hocharktischen Thule-Region) und auf dem hocharktischen Jan Mayen Populationen mit mindestens einem Prozent grauer Vögel. An den arktisnahen Orten der pazifischen Küste leben zudem viel mehr graue und dunkle Individuen als weiße.
Der Eissturmvogel hat dunkle, durch einen grauen Zügelfleck betonte Augen. Der Schnabel ist kurz und kräftig. Er ist überwiegend gelblich gefärbt, wird zur Nasenspitze dunkler und variiert zwischen einer schwarzen Melierung an und nahe den Nasenflügeln. Die Nasenlöcher sind wie bei allen Röhrennasen röhrenartig verlängert. Bezüglich der Schnabellängen werden drei Gruppen unterschieden: Kurze Schnäbel (weniger als 37 mm) finden sich in der ganzen Hocharktis, mittellange (38 bis 39 mm) in der Niederarktis, auf Jan Mayen sowie Thule und die langen (mehr als 40 mm) im borealen Nordatlantik.

### Flug

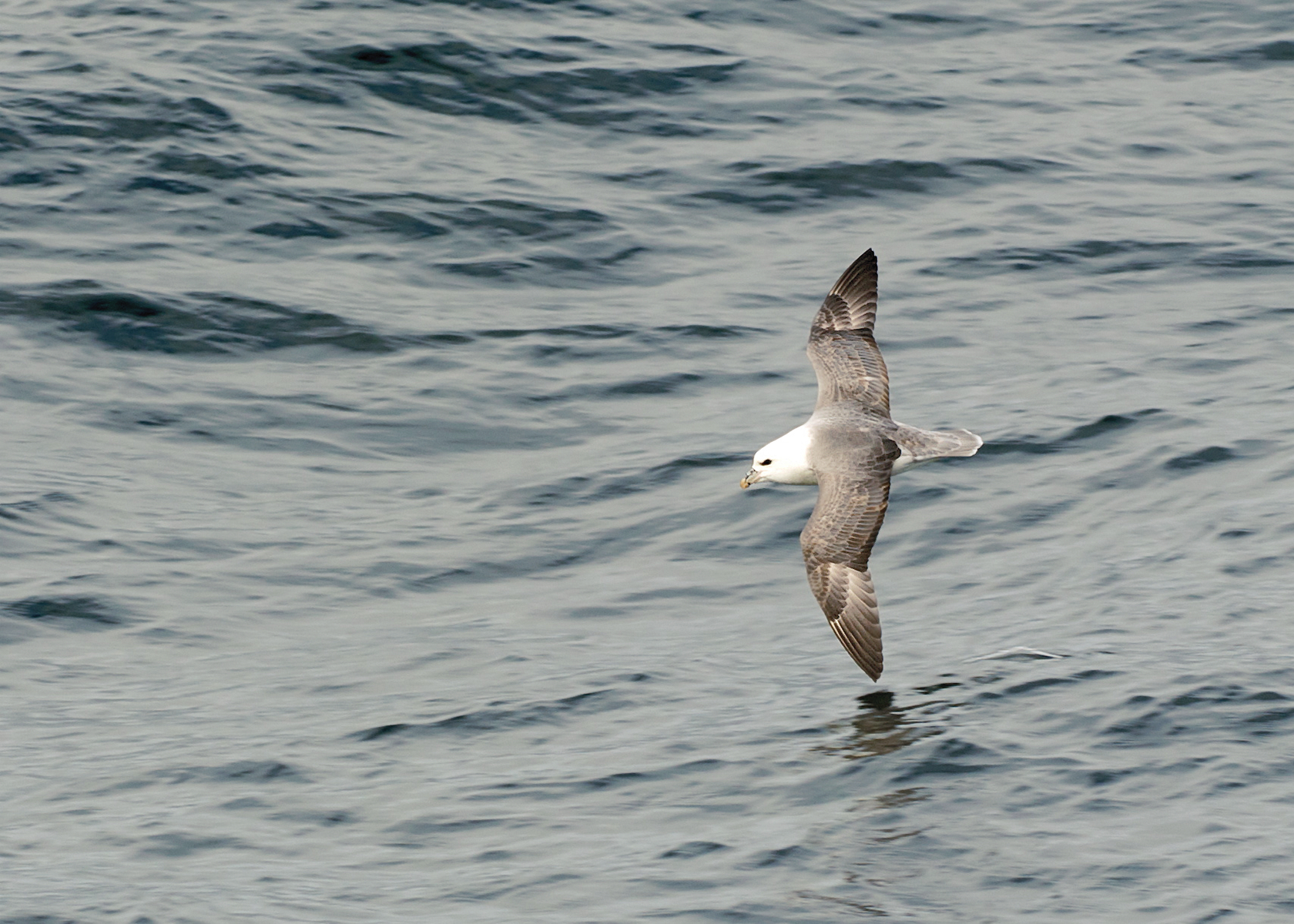
Flugbild

Der Eissturmvogel segelt mit starr ausgebreiteten Schwingen und neigt den Körper mal auf die eine Seite und mal auf die andere Seite. Meistens fliegt er dabei dicht über dem Wasser. Er richtet seinen Flug nach dem Heben und Senken der Wogen aus. Seine Flügelschläge sind rasch und kurz. In der Nähe von Steilklippen ermöglichen ihm die Aufwinde ein Gleiten. Zum Abflug vom Wasser aus wird ein kurzer Anlauf auf der Wasseroberfläche durchgeführt.

## Verbreitung und Lebensraum

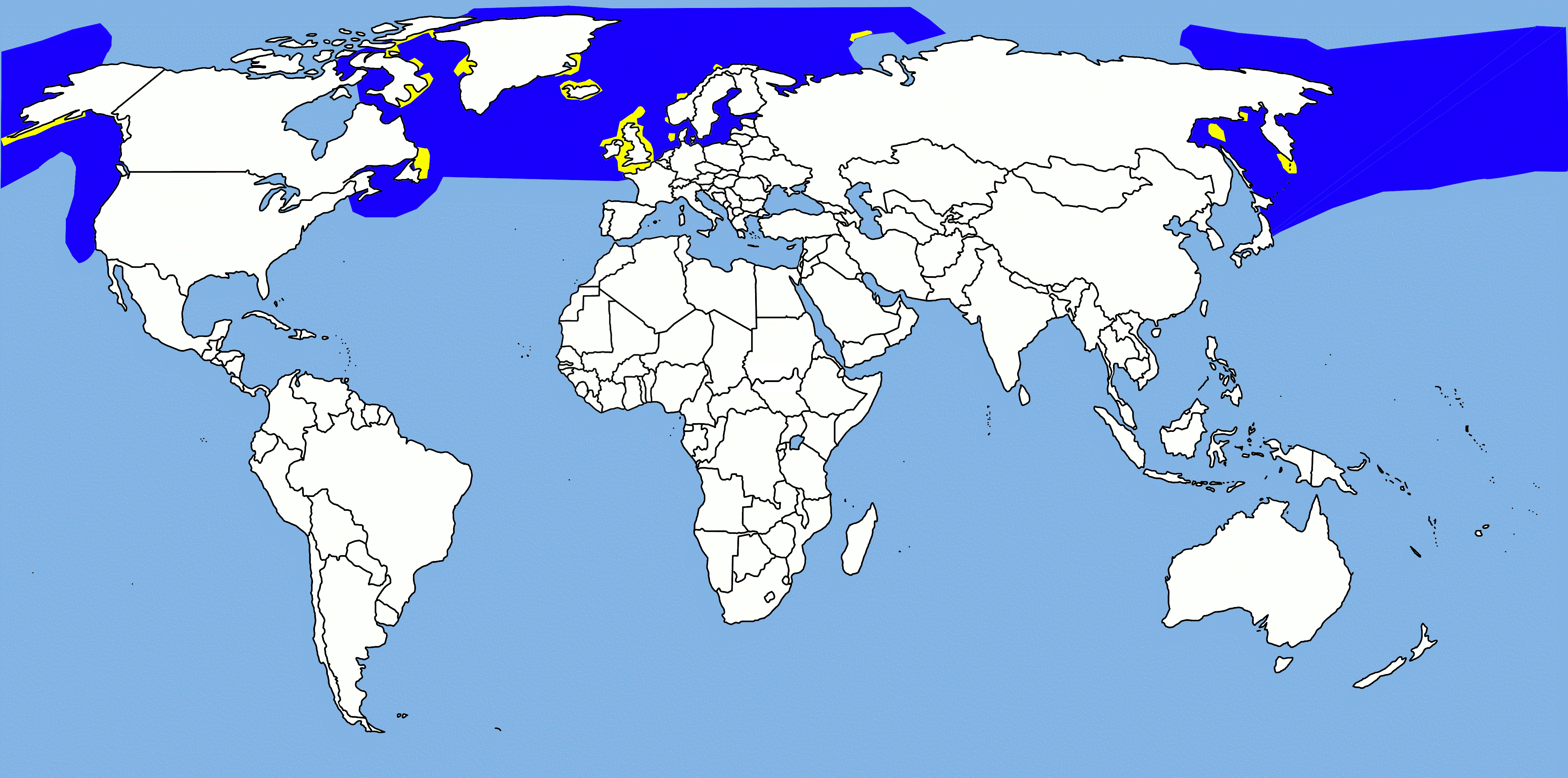
Verbreitung des Eissturmvogels. Brutgebiet: gelb, Winter: blau

Der Eissturmvogel ist im Norden des Atlantik und des Pazifik verbreitet und nistet auf Felseninseln und entlang von Steilküsten. Während der Brutzeit entfernt er sich nicht mehr als 30 bis 40 km von seinen Kolonien. Den Rest des Jahres streift er über das Meer. Er überwintert an den Küsten, selten im Binnenland.
An der Atlantikküste Nordamerikas gibt es 16 Kolonien. Davon befinden sich fünf auf Neufundland und Labrador. Weitere elf Kolonien verteilen sich auf das arktische Kanada, die Baffininsel und die Devon-Insel.
Auch auf Spitzbergen gibt es Brutkolonien. Diese befinden sich vor allem an der Westküste und auf der Bäreninsel.
In Europa gibt es Kolonien unter anderem auf Island, an den Küsten Irlands (Saltee-Inseln), in Schottland und allgemein in Skandinavien, aber auch in Dänemark, den Niederlanden und auf Helgoland sowie in Nordfrankreich.

## Lebensweise

### Ernährung
Der Eissturmvogel ernährt sich von Krill, Fischen, Schnecken, Krebsen, Kopffüßern, Mollusken und Quallen. Zudem frisst er Aas und Fischabfälle. Die Nahrung wird von der Wasseroberfläche gepickt oder ertaucht. Kurzzeitige Tauchgänge erfolgen bis in eine Tiefe von vier Metern. 
Entlang der Schifffahrtsrouten der Nordsee verschlucken Eissturmvögel oft Kunststoffteile. Magenuntersuchungen zeigen, dass diese Exemplare eine viermal höhere Kontamination als die Vögel der Färöer aufweisen. Der Plastikmüll in der Nordsee hat in den letzten Jahren nicht abgenommen. 90 % des Mülls besteht aus Kunststoffen. Bei 60 % der untersuchten Eissturmvögel konnte mehr als 0,1 Gramm Kunststoffe im Magen nachgewiesen werden.

### Verhalten
An den Brutkolonien geben Eissturmvögel gackernde, glucksende und nasale Laute von sich. Auf hoher See sind sie weniger ruffreudig. Streit um Futter wird indes auch mit lautem Gackern ausgetragen.
Der Eissturmvogel ist tagaktiv und während der Brutzeit streng territorial. An Stellen mit viel Nahrung bildet er Schwärme. Manchmal versammeln sich mehrere tausend Vögel, um am treibenden Kadaver eines Wals zu fressen. Unaufmerksam auf dem Wasser treibende Eissturmvögel können von Haien ergriffen und erbeutet werden, sobald diese die richtige Jagdtechnik erlernt haben. Mit Ausnahme eines akuten Angriffs lassen sich die Vögel in Ruhephasen und bei der Nahrungssuche jedoch nicht aus der Ruhe bringen.
Adulte Eissturmvögel verteidigen ihr Revier gegen arteigene und artfremde Konkurrenten. Dabei lassen sie sich selten auf gefährliche Kämpfe gegen Artgenossen ein. Meistens werden Streitereien am Brutplatz mit aggressiven Drohgebärden ausgefochten, die damit enden, dass die Konkurrenten nach den Flügeln des Gegenübers schnappen. Wenn sich der Verlierer daraufhin nicht zurückzieht, wird er mit Magenöl bespuckt, bis er das Weite sucht.
Der Eissturmvogel verteidigt sein Nest, indem er Hustengeräusche von sich gibt, gegen den Eindringling fällt und Salven von gelbem Magenöl aus seinem Drüsenmagen ausstößt. Der Eissturmvogel zielt 50 bis 100 cm, manchmal 200 cm weit. Er kann mehrere Male hintereinander spucken, wenn auch mit sinkenden Mengen. Das Öl hat einen unangenehm süßen, fischigen Geruch, der einen abschreckenden Effekt hat. Meist wird das Magenöl zur Verteidigung gegen Raubmöwen und wildernde Katzen eingesetzt, aber es ist auch gegen Greifvögel und andere Meervögel (vor allem Dreizehenmöwen, Papageitaucher) sehr effektiv. Auf Grund verklebter und beschädigter Federn sterben diese Vögel häufig. Schon Jungvögel können Magenöl gegen jeden speien, der sich ihnen nähert.
Der Eissturmvogel kann mit seinem eigenen Magenöl kontaminiert werden, aber er kann es durch Baden und Putzen des Gefieders entfernen. Weil andere Vögel unfähig sind, das Öl auf dieselbe Art und Weise zu beseitigen, muss ein Mechanismus vorliegen, der Eissturmvögeln „Immunität“ gegen die Wirkungen des Öls gibt. Fisher berichtet zudem, dass Eissturmvögel kleine Mengen des Magenöls beim Putzen des Gefieders verwenden, um es auf die Federn aufzutragen. Warham vermutet, dass Eissturmvögel eine spezielle Federstruktur haben.
Das Magenöl besteht hauptsächlich aus Triglyceriden und ungesättigten Fettsäuren. Das Öl hat eine niedrige Viskosität mit einem spezifischen Gewicht von 0,88. Es verdichtet sich bei kühlen Temperaturen zu einem Wachs. Die Farbe variiert von farblos bis zu tiefem Rotbraun, aber ist oft klargelb.
Zusätzlich zum Magenöl haben alle Eissturmvögel einen charakteristischen Moschusgeruch, welcher die Eier durchdringt und vermutlich Eierdiebe abhalten soll. Im Altisländischen wird er wegen dieses Verhaltens oder auch seines Eigengeruches fūlmār genannt, was „Stinkmöwe“ (foul maa) bedeutet.[10][6]

## Fortpflanzung und Entwicklung

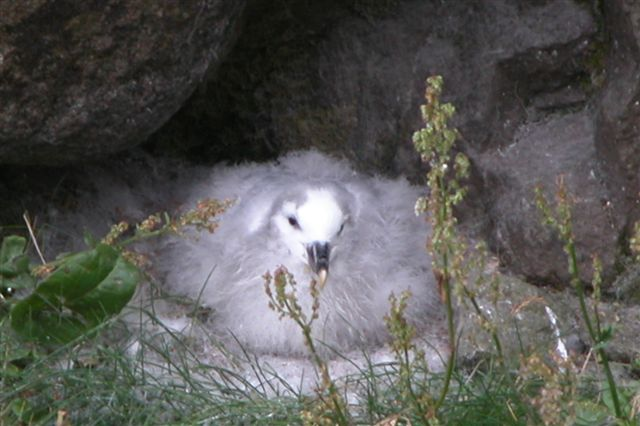
Nestling

Die erste Brut beginnt der Eissturmvogel im Alter von sechs bis zwölf Jahren. Im Frühling und im Frühsommer brütet er meist in der Nähe anderer Meeresvögel. Die oft großen Kolonien befinden sich normalerweise in Felswänden über der Brandung bis in Höhen von einigen hundert Metern. Am Brutplatz liegen die Vögel auf dem Bauch und schieben sich bei Gefahr unter die Felskante.

### Balz und Paarung
In der Zeit von März bis April erscheinen die Eissturmvögel vor dem Brutfelsen, gehen aber zunächst nicht an Land. Die Männchen treffen zuerst ein und balzen auf dem Wasser, indem sie rhythmisch den Körper hochheben, mit den Flügeln schlagen und Schreie ausstoßen. Bei den Populationen im Pazifik reißen sie zudem den Schnabel auf und zeigen dem Partner den leuchtend orangefarbenen Schlund.
Nach der erfolgreichen Balz auf dem Wasser bleibt das Männchen in der Nähe des ausgewählten Weibchens. Einige Zeit später gackert es das Weibchen laut an und stößt es mehrfach zärtlich mit dem Schnabel. In regelmäßigen Abständen bringt es ihm Nahrung, um zu zeigen, dass es eine Familie ernähren kann. Nach einiger Zeit kommt es schließlich zur Kopulation. Die Paare bleiben ein Leben lang zusammen.

### Brutpflege

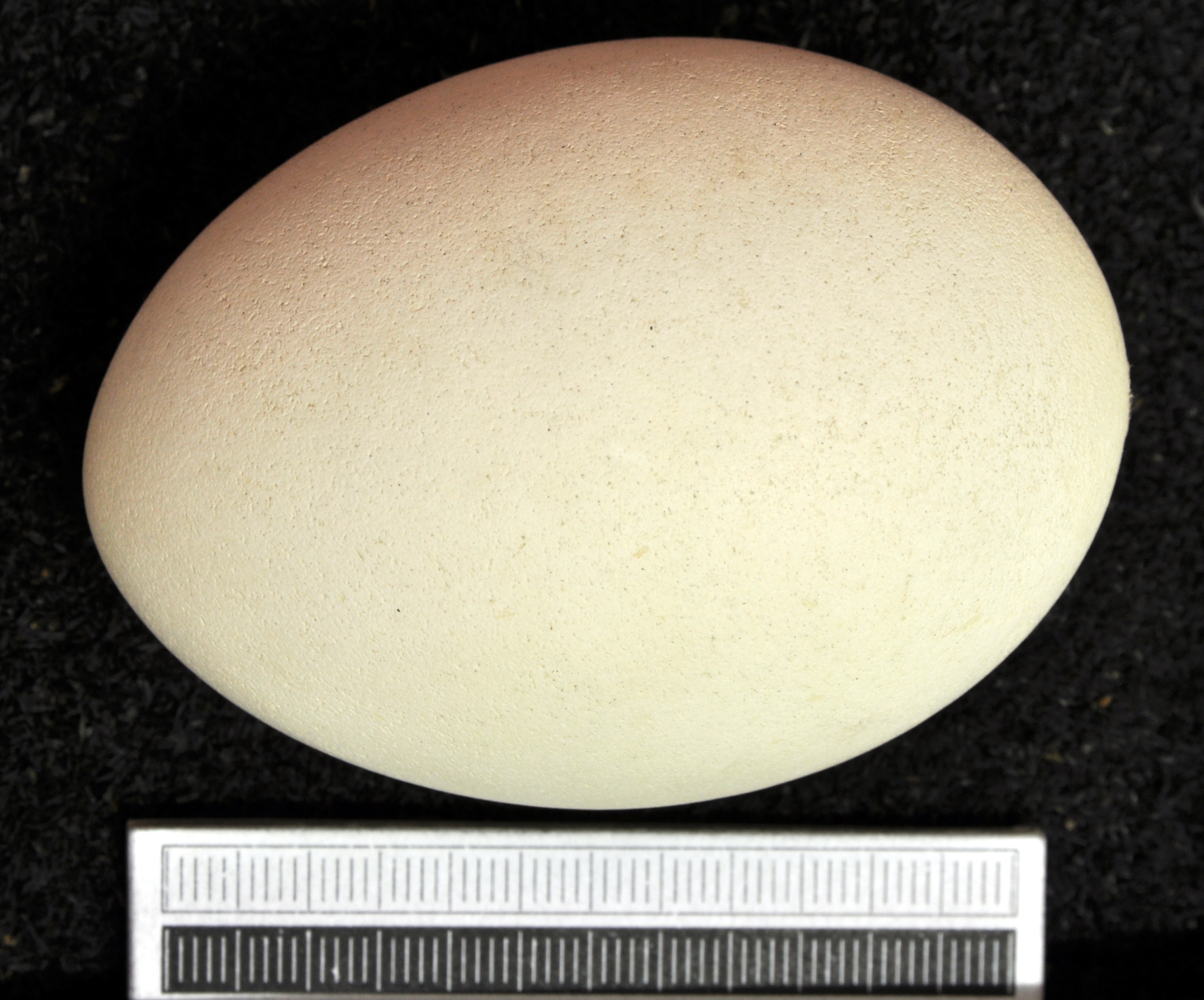
Ei, Sammlung Museum Wiesbaden

Am Ende des Winters beziehen die Eissturmvögel ihre Nistplätze, brüten die Eier jedoch erst im Mai aus. Sie nisten auf nackten Felsvorsprüngen, unzugänglichen Felsbändern, in kleinen Höhlungen in den obersten Etagen der Felswand. Manche Paare brüten auch am Boden. Das Nest ist eine flache Mulde, die manchmal mit Gras ausgepolstert oder mit kleinen Steinen eingefasst ist. Zwischen Mai und August wird ein einziges weißes Ei von beiden Eltern 48 bis 57 Tage bebrütet, die sich alle paar Tage ablösen. Wird das Ei gestohlen oder zerbrochen, legt das Weibchen kein neues.
Mitte Juni schlüpft der Jungvogel, der einen sehr dichten Daunenpelz trägt. Kopf, Hals und die untere Körperhälfte sind weiß und grau. Das restliche Gefieder ist rauchgrau gefärbt. Die ersten zwei Wochen wärmt ein Elternteil das Junge, während der andere Altvogel auf Nahrungssuche ist. Der Jungvogel wird mit einem öligen Brei aus halbverdauten Kopffüßern, Mollusken und Quallen gefüttert, so dass er auffallend fett wird. Nach zwei Wochen wird er den ganzen Tag allein gelassen und lediglich einmal täglich gefüttert. Nähert sich jemand in Abwesenheit der Eltern dem Nest, bespeit er ihn zur Verteidigung mit Öl. Im Alter von drei Wochen kann er erstmals seine Eltern von Eindringlingen unterscheiden. Die Nestlingszeit dauert 41 bis 57 Tage. Nach sechs bis acht Wochen Fütterungszeit – sobald sich der Jungvögel einige Schritte aus dem Nest bewegt – ziehen die Altvögel wieder auf die Hochsee und überlassen ihn sich selbst. Im Alter von 50 bis 60 Tagen stürzt er sich von den Felsen und treibt flugunfähig auf dem Meer. Von der Oberfläche nimmt er Plankton auf und zehrt von seinen Fettvorräten so lange, bis das Gefieder völlig herangewachsen und er flugfähig ist.
Die Jungvögel verlassen die Kolonie im Juli oder August. Im Herbst und im Winter verbringen die noch nicht geschlechtsreifen Nichtbrüter die Zeit auf hoher See. Zwischen August und Oktober erledigen die adulten Vögel ihre Mauser in den europäischen Gewässern und überwintern dort. Einzelne Tiere bleiben auch in den Nistkolonien.
Die Lebenserwartung beträgt 20 Jahre und mehr. Das Höchstalter liegt bei etwa 90 Jahren. Durch Wiederfund beringter Tiere belegte Lebensalter betragen 43 Jahre und 10 Monate sowie 36 Jahre und 9 Monate für Vögel von der Britischen Insel und 19 Jahre und neun Monate für einen auf Helgoland beringten Vogel. Die durchschnittliche Lebenserwartung beträgt 34 Jahre, aber oft kommen auch Alter von über 60 Jahren vor.

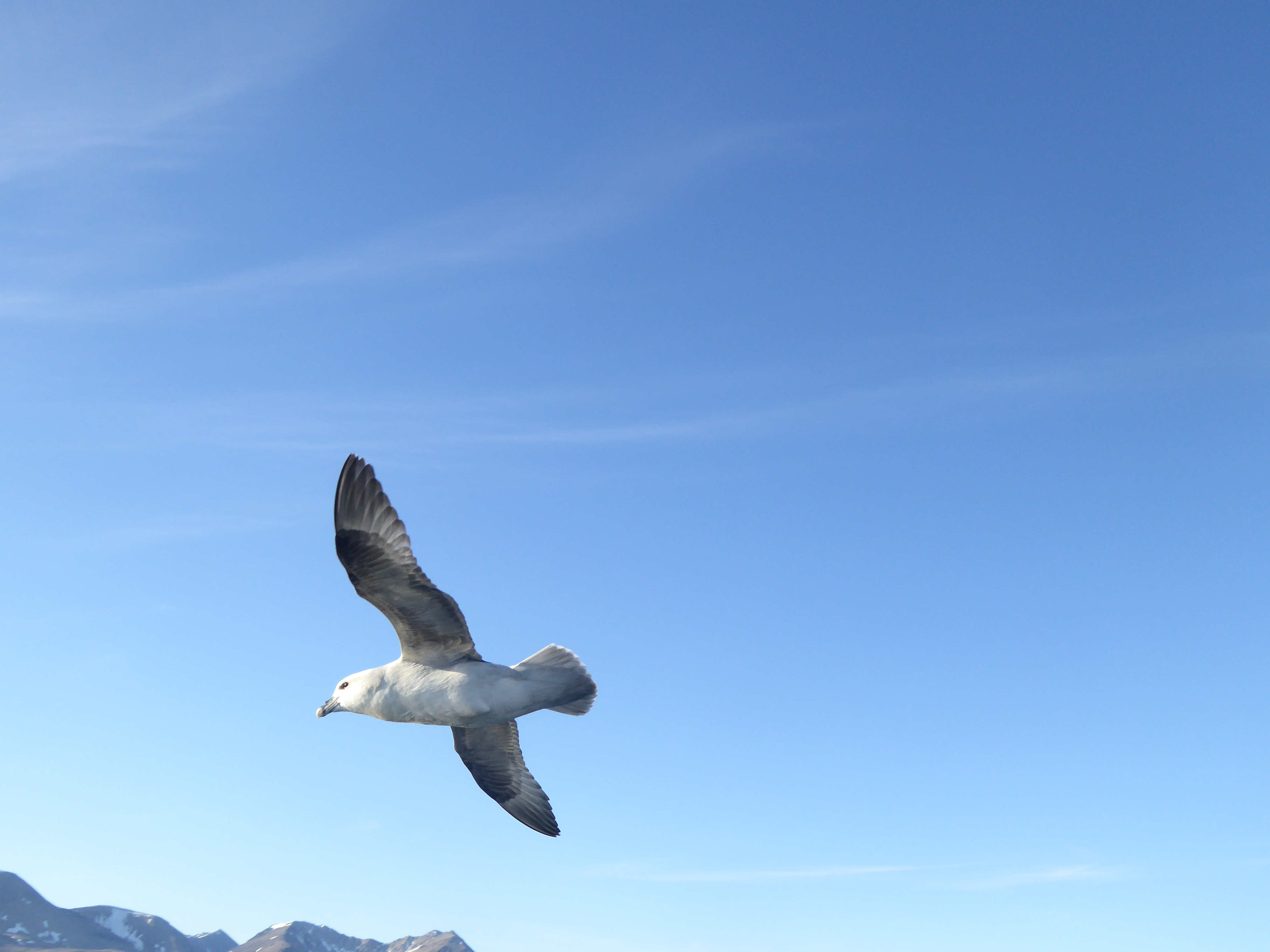
Eissturmvogel am Eingang zum Kongsfjord, Spitzbergen.

## Systematik

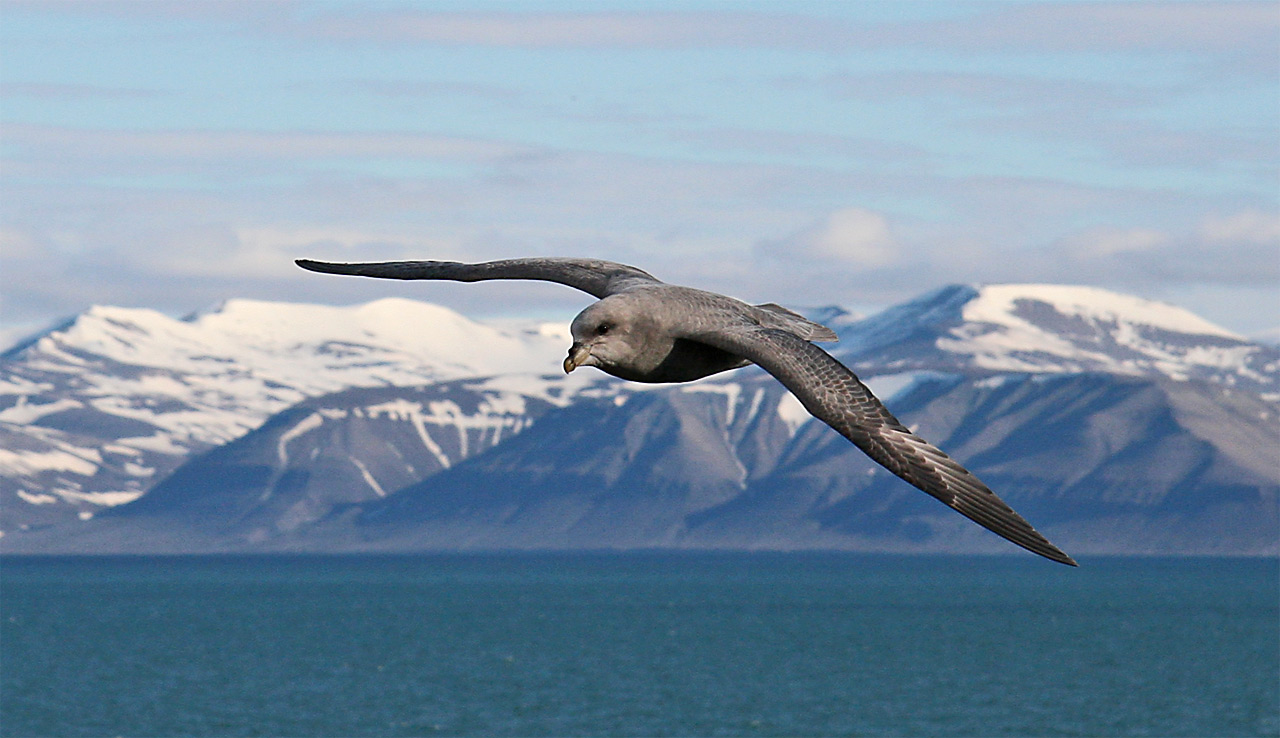
Eissturmvogel im Flug vor Spitzbergen

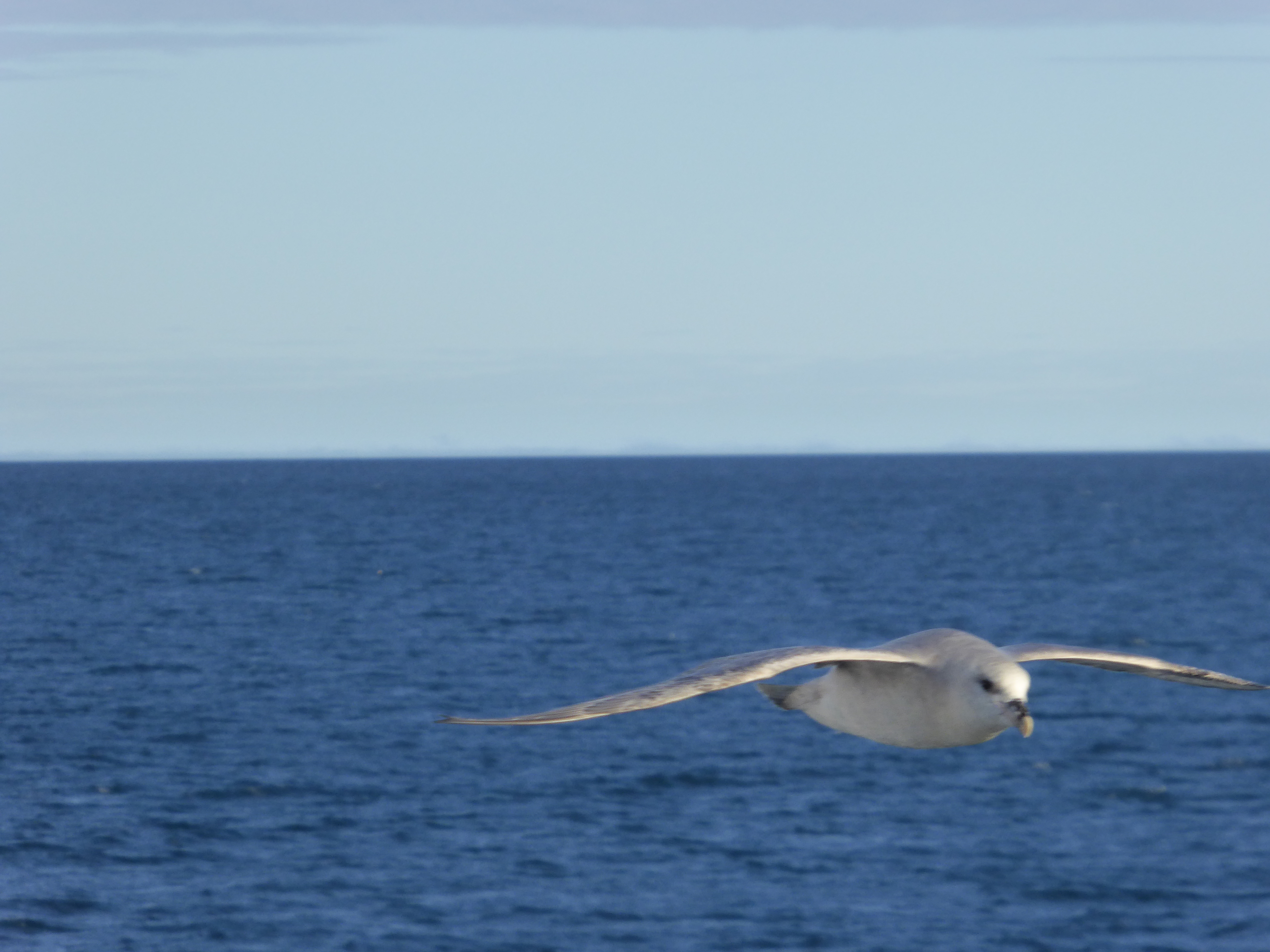
Eissturmvogel über dem Europäischen Nordmeer

### Externe Systematik
Der Eissturmvogel gehört zur Unterfamilie der Möwensturmvögel (Fulmarinae), die eine monophyletische Gruppe bilden. Sie werden aufgrund typischer Merkmale ihres Schädels und besonders großer Nasenröhren zusammengefasst.
Der Eissturmvogel unterscheidet sich signifikant von Sturmtauchern, wenngleich er mit den Sturmtauchern der Gattung Puffinus nahe verwandt ist.
Der nächste Verwandte innerhalb der Gattung ist der Silbersturmvogel (F. glacialoides), der die südlichen Ozeane besiedelt.

### Interne Systematik
DNA-Untersuchungen zeigen, dass Eissturmvögel aus dem atlantischen Kanada hauptsächlich von Vögeln aus Grönland, Island und den Britischen Inseln abstammen. Während es dort eine extreme Vielfalt an Haplotypen gibt, findet sich auf Saint Kilda nur eine geringe Auswahl, was auf eine Isolation durch Distanz hinweist.
Der Eissturmvogel hat drei Unterarten. Die nordatlantischen Unterarten des Fulmarus glacialis haben tendenziell schwerere und kompaktere Schädel und Schnäbel, obwohl auch eher schmale und kurze Schnäbel (Grönland) zu finden sind. Hocharktische Populationen der Nominatform Fulmarus glacialis glacialis haben kleinere Schnäbel, insbesondere die von der Baffininsel. Vögel beider Varianten wurden auf Neuschottland gefunden. Die deutlich schlankere pazifische Unterart Fulmarus g. rodgersii hat einen schmaleren Schnabel und einen weniger robusten Schädel.
Die atlantische Unterart Fulmarus g. minor (Baffininsel) wird zwar von ITIS, nicht aber von anderen Quellen anerkannt, da sie diese zur Nominatform zählen.
Die überwiegend boreale Unterart Fulmarus g. auduboni (größerer Schnabel) wird zwar von ITIS nicht anerkannt, aber von den oben erwähnten anderen Quellen. Die pazifische Unterart Fulmarus g. glupischa wird nicht länger anerkannt.

## Bestand und Bestandsentwicklung
Der Eissturmvogel lebte ursprünglich im hohen Norden. Die nördlichste Seekolonie liegt an der Nordspitze Grönlands, nahe der Packeisgrenze. In den letzten hundert Jahren dehnte er sein Brutgebiet weiter nach Süden aus und vermehrte sich rasch. So pflanzte der Eissturmvogel sich um 1750 erstmals auf Island fort. 1839 erreichte er die Färöer, 1878 die Shetland-Inseln. Danach besiedelte er die britischen und irischen Inseln, auf denen es Steilklippen gab. 1935 wurde der Eissturmvogel das erste Mal in Frankreich gesichtet. Seit 1972 brütet er auf Helgoland. Dort nahm der Bestand zunächst fortwährend zu (2006: 120 Brutpaare), fällt aber seit Jahren wieder stark zurück (2021: 25 Brutpaare). Die gesamte Population wird auf eine Million Exemplare geschätzt.
Das Anwachsen der Population wird unter anderem auf die bevorzugte Ernährung von totem Fisch zurückgeführt. Die Ausbreitung wird somit auf die Entwicklung der Walfangindustrie in nördlichen Gewässern und auf die Tatsache, dass Schiffe wertlosen Walrat ins Meer gegeben haben, zurückgeführt. Diese neue und reichhaltige Nahrungsquelle blieb nach dem Rückgang der Walfänge durch die Entwicklung der Fischfangindustrie erhalten, da die Fische auf den Schiffen ausgenommen und die Reste über Bord geworfen wurden.
Forscher haben festgestellt, dass sich die massive Ausbreitung dieser Art nur durch die erfolgreiche Fortpflanzung in den neuen Kolonien erklären lässt. So kam es auch in Nordamerika zu einer äußerst schnellen Vermehrung dieser Tiere, die zur Folge hatte, dass eine Migration über den Nordatlantik stattfand. Dadurch nahm die Zahl der Vögel in Europa weiter zu.

## Eissturmvogel und Mensch

Auf den Menschen hochgerechnet passt die Menge, die im Magen von Eissturmvögeln gefunden wurde, auf einen Teller.

Zur Wikingerzeit war der Eissturmvogel eine wichtige Nahrungsquelle. Es wird vermutet, dass sie die Jungvögel fingen, bevor sie flügge waren. Auf der Insel Saint Kilda an der schottischen Küste wurden Knochen zusammen mit Gegenständen aus dem 9. Jahrhundert gefunden. Carl von Linné bezeichnete diesen Vogel als „grauen Sturmvogel“ und gab ihm 1761 den lateinischen Namen Procellaria glacialis.
Im Jahr 1900 war die Population in Island so groß, dass die Einheimischen dort 60.000 Jungvögel pro Jahr fingen, um sie zu essen. Der Eissturmvogel war ein Hauptgrund für einige nordatlantische Inselgemeinschaften, sich dort anzusiedeln. Auf Saint Kilda erjagten die Einwohner 10.000 Jungvögel pro Jahr von 1829 bis 1911, was einen Durchschnitt von 115 Vögeln pro Kopf bedeutet. Die gejagten Vögel dienten im Winter als Nahrungsvorrat für die Menschen. Die Eier des Eissturmvogels werden heute noch in einigen Gegenden gegessen.
Obwohl der starke Eissturmvogelgeruch in ihre Wohnungen eindrang (und dort für mindestens 20 Jahre blieb, nachdem die Gebäude aufgegeben wurden), lieferten die Vögel den Menschen einige Produkte. Die Eier und das Fleisch wurden gegessen, das Magenöl gesammelt und in Lampen verbrannt, Federn für Betten verwendet, aus Knochen wurden Haken gemacht und Kadaver als Köder genutzt.
Eissturmvögel folgen gern Fischereibooten und kämpfen um die Abfälle. Seefahrer wissen, dass sie sich beim Sichten von diesen Vögeln noch etwas gedulden müssen, ehe sie das Land erreichen. Sehen sie hingegen Möwen, so wissen sie, dass sie dem Land nah sind.
An der Nordsee wurde bei 95 Prozent der gestrandeten, toten Eissturmvögel Plastik im Magen gefunden. Das bedeutet, die Tiere verhungern, obwohl - oder gerade weil - ihr Magen voll ist. Der Magen-Darm-Trakt der Sturmvögel wird von Plastik verstopft, und es kommt zu Verletzung und Entzündungen. Auch Tiere, die an diesen Plastikmengen nicht verenden, leiden an den Folgen dieser ungewollten Nahrungsaufnahme.
Der Eissturmvogel ist gemäß § 10 Abs. 2 Nr. 5 und Nr. 11 BNatSchG eine in Deutschland streng geschützte Art.